# Lado Gurgenidze
Vladimer (Lado) Erekles dze Gurgenidze (georgiska: ვლადიმერ (ლადო) ერეკლეს ძე გურგენიძე, Vladimer (Lado) Erekles dze Gurgenidze), född 17 december 1970 i Tbilisi i Georgiska SSR  i Sovjetunionen (nu Georgien), är en georgisk företagsledare, bankir och politiker.
Tidigare riksbankchef var Gurgenidze från 22 november 2007 till 1 november 2008 Georgiens premiärminister. Han efterträddes på posten av Grigol Mgaloblisjvili.